# Ragnvald Ingesson (frälseman)
Ragnvald Ingesson, död troligtvis i juni 1309 i närvaro av drottning Margareta (Märta av Danmark), var en svensk riddare, i källorna mest känd som nämnt vittne 1279 till Alsnö stadga, och som därför, trots att han är ganska okänd i svensk medeltidshistoria bör ha tillhört Sveriges högfrälse, när han 1284 i sitt testamente till Alvastra kloster skänkte sitt gods i Östraby i Hults socken samt ville skänka bort allt han enligt lagen tilläts, för att lösas från ett av okänd anledning avgivet korstågslöfte. Huruvida det är samma person som figurerar i 1284 års dokument som i dokument åren 1310-1311 är dock inte klarlagt.

## 1284 års "testamente"
Den 2 maj 1284 skrivs Ragnvald Ingesson testamente, där han skänker jord i Östraby i Hults socken till Alvastra kloster, jord på Öland, samt friger sex trälar, allt beseglat med sitt eget och Alvastras abbots sigill, vilka är bortfallna. Ragnvald skänker också sin stridshäst till två kloster, detta som botgöring för ett korstågslöfte som han inte kunnat uppfylla.
Det faktum att Ragnvald har en stridshäst pekar mot att han var riddare. Han skriver också att han befinner sig i livets slutskede (på latin: in extremis positus).

## Eventuell arvstvist
Ragnvald Ingessons senare testamente (inte det ovan nämnda från 1284) kan senare ha blivit föremål för någon form av arvstvist, eftersom testamentet år 1311 bekräftas av såväl kung Birger, drottning Märta och hertig Valdemar Magnusson av Finland. Testamentets innehåll beskrivs utförligt av ärkebiskop Nils 1310 och innefattar stora ägor men inga av de omnämnda ägorna ligger i Småland eller på Öland.
Den 22 augusti 1311, utfärdar kung Birger ett brev i Söderköping  där han bekräftar testamentet kring Ragnvald Ingessons arv.
Samma dag 22 augusti 1311, utfärdar drottning Märta (som blev drottning 1298), som närvarade vid hans död, i Söderköping ett liknande dokument, där dem han anförtrott att fullfölja hans testamente nämns; ärkebiskop Nils i Uppsala (antingen Nils Allesson (1292-1305) eller Nils Kettilsson (1308-14)), hans bror Karl, Bengt Bosson, och Sigmund Keldorsson (tre klöverblad).
Ett liknande dokument beseglas tre dagar senare, den 25 augusti 1311, av hertig Valdemar. 
Redan i januari 1310 kungör dock ärkebiskop Nils i Uppsala de komplicerade turerna kring Ragnvald Ingessons testamente. I det dokumentet framgår det att Ragnvald dött i juni efter en veckas sjukdom och efter att han kallat drottning Märta till sin dödsbädd.
Biskop Nils blev vald till ärkebiskop 1305 men utnämnd av påven först 1308 varför det är troligast att Ragnvald Ingesson dör sommaren 1309. Därför, med tanke på det långa tidsavståndet, är det också tveksamt om Ragnvald Ingesson av år 1284 är samma Ragnvald Ingesson av år 1310-1311.